# 平沼郵便局
平沼郵便局（ひらぬまゆうびんきょく）は青森県上北郡六ヶ所村にある郵便局である。民営化前の分類では集配特定郵便局であった。局番号は84056。

## 概要
住所：〒039-3299 青森県上北郡六ヶ所村平沼高田51-1

## 沿革
- 1888年（明治21年）4月1日 - 平沼郵便局（三等）として開設[1]。
- 1896年（明治29年）10月16日 - 為替・貯金取扱を開始。
- 1975年（昭和50年）3月19日 - 電話交換業務を六ヶ所電報電話局に移管[2]。
- 2007年（平成19年）3月5日 - 泊郵便局（039-43xx）より集配事務を移管[3]。ゆうゆう窓口（郵便時間外窓口）を廃止し、配達センター局に移行。
- 2007年（平成19年）10月1日 - 民営化に伴い、併設された郵便事業野辺地支店平沼集配センターに一部業務を移管。
- 2012年（平成24年）10月1日 - 日本郵便株式会社発足に伴い、郵便事業野辺地支店平沼集配センターを平沼郵便局に統合。

## 取扱内容
- 郵便、印紙、ゆうパック、内容証明
- 貯金、為替、振替、振込、国債
- 生命保険、バイク自賠責保険
- ゆうちょ銀行ATM
- 上北郡六ヶ所村内全域（〒039-32xxおよび〒039-43xxの地域）の集配業務

## 周辺
- 六ヶ所村役場平沼支所
- 田面木沼
- 高瀬川

## アクセス
- 十和田観光電鉄バス 平沼停留所下車後、徒歩約1分
- 国道338号沿い
- 駐車場あり：6台